# محمد سلمان (وزير)
محمد سلمان (بالفرنسية: Mohamed Salmane)‏ ولد في 9 أكتوبر 1958 في نابل، هو مهندس وسياسي تونسي. شغل منصب وزير التجهيز بين 2011 و2014 في حكومة حمادي الجبالي ثم في حكومة علي العريض، وفي هذه الأخيرة تحمل أيضا منصب وزير البيئة.

## السيرة الذاتية

### العائلة والدراسات
محمد سلمان لديه شهادة في الهندسة المدنية، وهو مهندس كبير.

### السيرة المهنية
يعمل سلمان كمدير للأشغال الكبرى لدى شركة تونس الطرقات السيارة، قبل أن يسبح رئيس-مدير عام مكتب الدراسات العربي التونسي الليبي.

### السيرة النقابية والسياسية
بعد الثورة التونسية في 2011، تم تعيين محمد سلمان في منصب وزير التجهيز في حكومة حمادي الجبالي. بعد ذلك في حكومة علي العريض حافظ على منصبه ولكن أصبح أيضا وزيرا للبيئة.

سلمان هو عضو وقيادي في حركة النهضة.

## الحياة الخاصة
محمد سلمان متزوج وله ثلاثة أبناء.

## مقالات ذات صلة
- حركة النهضة (تونس)